# Zenatski jezici
Zenatski jezici (zenati jezici), skupina sjevernoberberskih jezika raširenih po saharskom području sjeverne Afrike od Alžira do Maroka, ukljućujući i Tunis i Libiju. Sastoji se od dvanaest jezika podijeljenih na 6 užih skupina, to su:
a. 3 istočnozenatska jezika ghadamès [gha] i nafusi [jbn] u Libiji i sened [sds] u Tunisu;
b. mzab-wargla jezici iz Alžira (4):  tagargrent [oua], temacine tamazight [tjo], taznatit [grr] i tumzabt [mzb];
c. dva riffska jezika iz Maroka: senhaja de srair [sjs] i tarifit [rif]; i tri jezika koji čine 3 posebne podskupine:
d. tachawit [shy] iz Alžira koji čini podskupinu Shawiya;
e. tidikelt tamazight [tia], podskupina Tidikelt, isto iz Alžira; i
f. ghomara iz Maroka, podskupina Ghomara.

## Vanjske poveznice
- Ethnologue (14th)
- Ethnologue (15th)